# Cáqueza (ort i Colombia)
Cáqueza är en ort i Colombia.   Den ligger i departementet Cundinamarca, i den centrala delen av landet, 27 km sydost om huvudstaden Bogotá. Cáqueza ligger 1 696 meter över havet och antalet invånare är 7 958.
Terrängen runt Cáqueza är bergig åt sydväst, men åt nordost är den kuperad. Cáqueza ligger nere i en dal. Runt Cáqueza är det ganska glesbefolkat, med 38 invånare per kvadratkilometer. Cáqueza är det största samhället i trakten. Omgivningarna runt Cáqueza är en mosaik av jordbruksmark och naturlig växtlighet.